# Кастельон, Франсиско
Франсиско Антонио Кастельон Санабрия (исп. Francisco Antonio Castellón Sanabria, 1815 — 8 сентября 1855) — никарагуанский адвокат и политик, возглавивший повстанческое правительство страны в 1854—1855 годах.

## Биография
Уроженец Леона. Был премьер-министром в правительстве Патрисио Риваса, однако когда Верховным директором страны стал Пабло Буитраго, то лишился этого поста. В 1843 году новый Верховный директор Мануэль Перес вновь сделал его премьер-министром, в 1844 году он стал никарагуанским послом в Великобритании, а затем — во Франции. В 1848 году участвовал в переговорах с представителями Великобритании относительно индейцев, населяющих Москитовый берег. Хосе Лауреано Пинеда, ставший Верховным директором в 1851 году, вновь сделал Франсиско Кастельона премьер-министром.
На выборах 1853 года Франсиско Кастельон, будучи кандидатом от Либеральной партии, противостоял кандидату от консервативной Легитимистской партии Фруто Чаморро. Победивший Чаморро немедленно перенёс столицу из Манагуа в служившую оплотом консерваторов Гранаду, где при отсутствии либералов созвал 20 января 1854 года Конституционную Ассамблею, и в марте сменил свой титул с «Верховный директор» на «Президент».
В мае либералы Леона восстали и образовали своё собственное правительство страны, которое 11 июня 1854 года избрало Франсиско Кастельона Верховным директором. Несмотря на то, что поначалу либералам сопутствовал успех, долгая бесплодная осада Гранады генералом Максимо Хересом и последующая потеря Манагуа и Риваса привели к тому, что в октябре 1854 года правительство Кастельона вступило в переговоры с военным из США Байроном Коулом о присылке военной помощи. В июне 1855 года американские наёмники во главе с авантюристом Уильямом Уокером прибыли в Никарагуа, однако Франсиско Кастельон не дождался результатов их действий: 8 сентября 1855 года он умер от холеры.